# Hans Belting

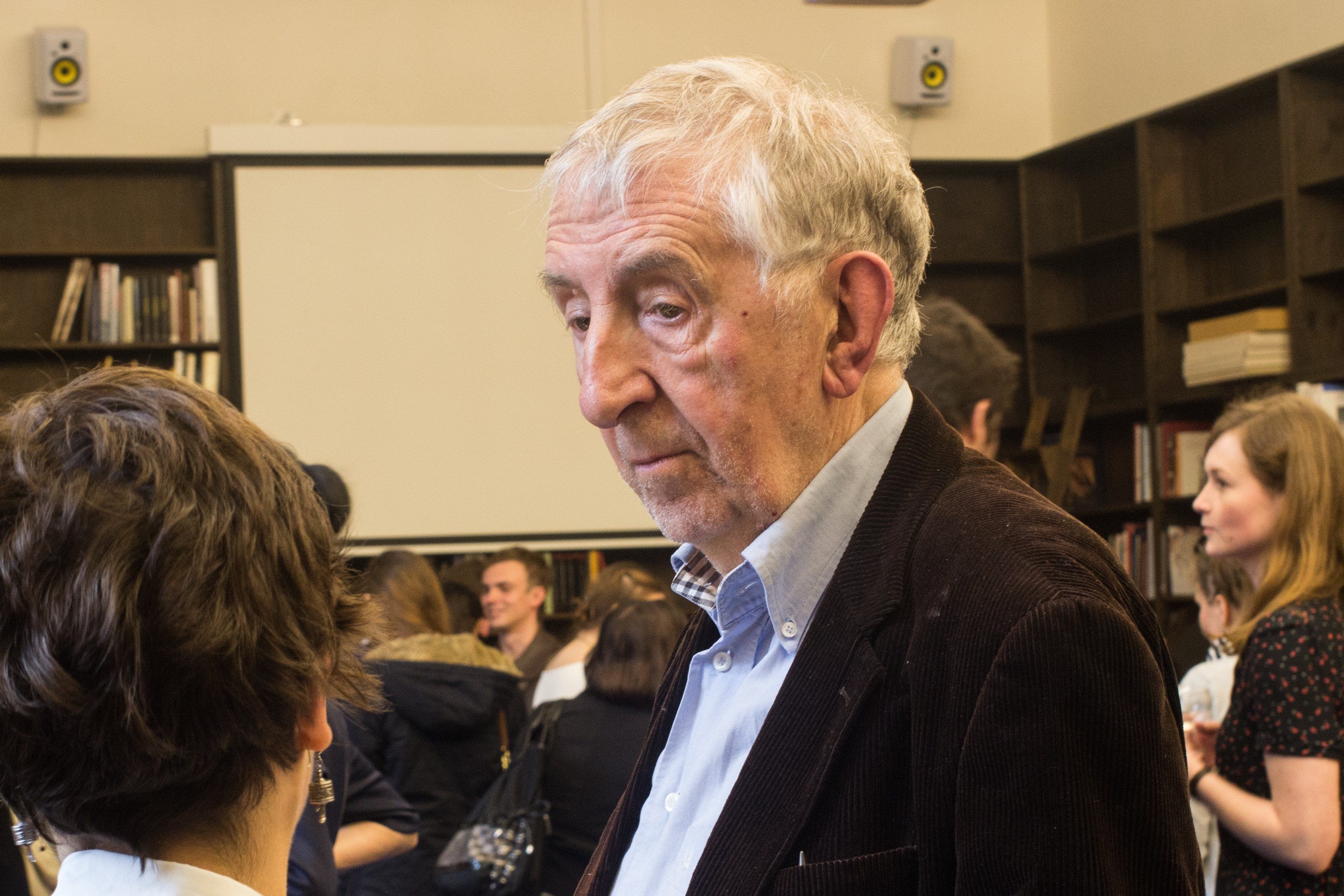
Hans Belting, 2016

Hans Belting (* 7. Juli 1935 in Andernach; † 10. Januar 2023 in Berlin) war ein deutscher Kunsthistoriker und Medientheoretiker mit Schwerpunkt im Bereich der Bildwissenschaft, in der Moderne und Medienkunst sowie in der italienischen Kunst des Mittelalters und der Renaissance.

## Leben
Nach dem Besuch des Kurfürst-Salentin-Gymnasiums studierte Hans Belting in Mainz und Rom Kunstgeschichte und wurde 1959 an der Universität Mainz bei Friedrich Gerke mit der Dissertation Die Basilica dei Ss. Martiri in Cimitile und ihr frühmittelalterlicher Freskenzyklus promoviert. Anschließend war er 1959 Fellow der Harvard University am Dumbarton Oaks Institute, Washington.
Belting war ab 1966 Dozent am Kunstgeschichtlichen Institut der Universität Hamburg, wo er sich mit der Schrift Studien zur beneventanischen Malerei, der süditalienischen Malerei in langobardischer Zeit, habilitierte. In den Jahren 1970–1980 lehrte er als ordentlicher Professor an der Universität Heidelberg, von 1980 bis 1992 als Ordinarius an der Ludwig-Maximilians-Universität München.
Belting verließ München 1992, um in Karlsruhe die Staatliche Hochschule für Gestaltung Karlsruhe mitzugründen, wo er bis zu seiner Emeritierung 2002 eine Professur für Kunstwissenschaft und Medientheorie innehatte. Von 2000 bis 2009 leitete er das interdisziplinäre Graduiertenkolleg „Bild. Körper. Medium. Eine anthropologische Perspektive“. Von Oktober 2004 bis Ende September 2007 war er Direktor des Internationalen Forschungszentrums Kulturwissenschaften in Wien.
Gastprofessuren führten Belting nach Dumbarton Oaks (1969–1970), Harvard (1984), Rom (Bibliotheca Hertziana, 1985–1986), New York (Columbia University, 1989–1990), Paris (Chaire européenne am Collège de France, 2002–2003), Chicago (Northwestern University, 2003). Belting war außerdem Fellow an der National Gallery of Art in Washington D.C. (2007–2008), am Clark Institute in Williamstown (2010), am Graduiertenkolleg BildEvidenz der Freien Universität Berlin (2013–2019) und an der Getty Foundation in Los Angeles (2016–2017).
Belting war Mitglied verschiedener wissenschaftlicher Akademien in Deutschland (Heidelberger Akademie der Wissenschaften (1971), Nordrhein-Westfälischen Akademie der Wissenschaften und der Künste (2013)), in Europa (Academia Europaea (1991), Ateneo Veneto (1995), Ehrenmitglied in der Ungarischen Akademie der Wissenschaften (2015)) und in den USA (Medieval Academy of America (1988), American Academy of Arts and Sciences (1992), American Philosophical Society (2008)). Er war außerdem Mitglied des Ordens Pour le mérite für Wissenschaften und Künste (1998), Fellow des Wissenschaftskollegs zu Berlin (1995), Ehrenmitglied des Leibniz-Zentrums für Literatur- und Kulturforschung Berlin (2005). Er war im Zeitraum 2004–2007 Mitglied des Kuratoriums des Museums für Moderne Kunst Stiftung Ludwig Wien (MUMOK).
Belting wurde Ehrendoktor am Courtauld Institute der University of London (2003) und an der Masaryk-Universität in Brünn (2019). Er war seit 2007 Officier de l’Ordre des Arts et des Lettres. Im Jahr 2013 erhielt er den I Tatti Mongan Prize der Harvard University in der Villa I Tatti. Im Jahr 2015 wurde ihm der Balzan-Preis verliehen.
Belting stiftete Teile seiner Privatbibliothek der Abteilung Bildwissenschaften der Donau-Universität Krems und dem Kunsthistorischen Institut der Freien Universität Berlin. Die Philosophische Fakultät der Masaryk-Universität in Brünn eröffnete 2015 die nach ihm benannte Hans-Belting-Bibliothek (Knihovna Hanse Beltinga), für die er und seine Frau, die Kunsthistorikerin Christa Belting-Ihm (* 1927), ihre umfangreiche Sammlung von Literatur zur mittelalterlicher Kunst und Geschichte gestiftet hatten. Im Jahr 2002 schenkte Belting rund 1800 schwarz-weiß Fotographien zur mittelalterlichen Wand- und Buchmalerei der Bibliotheca Hertziana.
Hans Belting verstarb am 10. Januar 2023 im Alter von 87 Jahren.

## Werk
Methodisch richtungsweisend war Beltings Buch Das Bild und sein Publikum im Mittelalter. Form und Funktion früher Bildtafeln der Passion (1981), in dem Belting die Rezeption von Passionsikonen im Westen untersucht und damit Kulturtransfer innovativ erforscht. Internationale Aufmerksamkeit erfuhr das 1990 veröffentlichte Buch Bild und Kult, das sich der mittelalterlichen Bilderverehrung aus einer sozialgeschichtlichen Perspektive widmet. Auch in Das echte Bild (2005) stehen Heiligenbilder im Mittelpunkt.
Für die Entwicklung der Bildwissenschaft bedeutsam war die Bild-Anthropologie (2001), in der Belting die kulturgeschichtlichen Ursprünge des Bildermachens untersucht und dabei unter anderem dem Verhältnis von Bild und Tod besondere Aufmerksamkeit widmet, aber auch die aktuelle Entwicklung der Mediengesellschaft und die gegenwärtige „Krise der Repräsentation“ reflektiert.
Wegweisend für die Entwicklung einer globalen Perspektive auf die Kunstwissenschaft und Museumspraxis war das Forschungsprojekt GAM – Global Art and the Museum, das Belting 2006 mit Peter Weibel und Andrea Buddensieg am Zentrum für Kunst und Medien Karlsruhe initiierte. Das bis 2016 laufende Projekt nahm neue Museumspraktiken und die weltweite Entstehung von Kunstbiennalen in den Blick, die jenseits von „Euramerica“ (John Clark) seit dem Ende der 1980er-Jahre entstanden.
Den Ursprung zentralperspektivischen Sehens verortet Belting in Bagdad und macht „Übertragungsfehler“ dafür verantwortlich, dass das Florenz der Renaissance als Ursprungsort der Zentralperspektive gilt.
Ein Teil seines schriftlichen Nachlasses liegt im Deutschen Kunstarchiv im Germanischen Nationalmuseum in Nürnberg.

## Publikationen (Auswahl)

### Monographien
- An Anthropology of Images. Picture, Medium, Body. Translated by Thomas Dunlap. Princeton University Press, Princeton 2014, ISBN 978-0-691-14500-6.
- Faces: Eine Geschichte des Gesichts. Beck, München 2013, ISBN 978-3-406-64430-6.
- Der Blick hinter Duchamps Tür. Kunst und Perspektive bei Duchamp, Sugimoto, Jeff Wall. König, Köln 2009, ISBN 978-3-86560-488-0.
- Florenz und Bagdad: eine westöstliche Geschichte des Blicks. Beck, München 2008, ISBN 3-406-57092-5, ISBN 978-3-406-57092-6
- Szenarien der Moderne. Kunst und ihre offenen Grenzen (= Fundus-Bücher. Bd. 164). Philo, Hamburg 2005, ISBN 3-86572-534-1.
- Das echte Bild. Bildfragen als Glaubensfragen. München 2005, ISBN 3-406-53460-0.
- Bild-Anthropologie. Entwürfe für eine Bildwissenschaft. Fink, München 2001, ISBN 3-7705-3449-2.
- Das unsichtbare Meisterwerk. Die modernen Mythen der Kunst. Beck, München 1998, ISBN 3-406-44057-6.
- mit Christiane Kruse: Die Erfindung des Gemäldes. Das erste Jahrhundert der niederländischen Malerei. Hirmer, München 1994.
- Bild und Kult. Eine Geschichte des Bildes vor dem Zeitalter der Kunst. Beck, München 1990, ISBN 3-406-34367-8.
- Das Ende der Kunstgeschichte? Deutscher Kunstverlag, München 1983, ISBN 3-422-00751-2.
- Das Bild und sein Publikum im Mittelalter. Form und Funktion früher Bildtafeln der Passion. Mann, Berlin 1981, ISBN 3-7861-1307-6.
- Studien zur beneventanischen Malerei (= Forschungen zur Kunstgeschichte und Christlichen Archäologie. Band 7). Steiner, Wiesbaden 1968, ISBN 3-515-00562-5 (Habilitationsschrift).
- mit Rudolf Naumann: Die Euphemia-Kirche am Hippodrom zu Istanbul und ihre Fresken (= Istanbul-Forschung. Band 25). 1965.
- Die Basilica dei SS. Martiri in Cimitile und ihr frühmittelalterlicher Freskenzyklus. Steiner, Wiesbaden 1962 (Dissertation).

### Als Herausgeber
- Bilderfragen. Bildwissenschaften im Aufbruch. Fink, München 2007, ISBN 978-3-7705-4457-8.
- mit Martin Schulz und Dietmar Kamper: Quel corps? Eine Frage der Repräsentation. Fink, München 2002, ISBN 3-7705-3728-9.
- Der zweite Blick. Bildgeschichte und Bildreflexion. Fink, München 2000, ISBN 3-7705-3367-4.
- mit Lydia Haustein: Das Erbe der Bilder. Kunst und moderne Medien in den Kulturen der Welt. Beck, München 1998, ISBN 3-406-43456-8.
- Kunstgeschichte. Eine Einführung. Reimer, Berlin 1986, ISBN 3-496-00825-3 (7., überarbeitete und erweiterte Auflage 2008).
- The Global Art World. Audiences, Markets, and Museums (mit Andrea Buddensieg), Hatje Cantz, Ostfildern, 2009, ISBN 978-3-7757-2407-4
- Global Studies. Mapping Contemporary Art and Culture, Hatje Cantz, Ostfildern, 2011, ISBN 978-3-7757-3202-4

### Aufsätze
- Zwischen Gotik und Byzanz. Gedanken zur Geschichte der sächsischen Buchmalerei im 13. Jh. In: Zeitschrift für Kunstgeschichte 41 (1978), S. 217–257.
- Zur Ikonologie des Blicks. In: Christoph Wulf, Jörg Zirfas (Hrsg.): Ikonologie des Performativen. Fink, München 2005, S. 50–58.
- Nieder mit den Bildern. Alle Macht den Zeichen. Aus der Vorgeschichte der Semiotik. In: Stefan Majetschak (Hrsg.): Bild-Zeichen. Perspektiven einer Wissenschaft vom Bild. München 2005, S. 31–48.
- Die Gewalt der Bilder und das Reale. In: Helga Finter (Hrsg.): Das Reale und die (neuen) Bilder. Denken oder Terror der Bilder. Lang, Frankfurt am Main u. a., S. 69–77.
- Gary Hill und das Alphabet der Bilder. In: Marco Gutjahr, Maria Jarmer (Hrsg.): Von Ähnlichkeit zu Ähnlichkeit. Maurice Blanchot und die Leidenschaft des Bildes, Turia+Kant, Wien, Berlin 2016, S. 329–353.

## Belege
1. ↑  Hans Belting
2. 1 2  Stefan Trinks: Kunsthistoriker Belting tot. | Kunst kommt von Kult. In: Frankfurter Allgemeine. 12. Januar 2023, abgerufen am 12. Januar 2023.
3. ↑   Hans Belting 1935-2023 Meldung des IFK Wien, abgerufen am 13. Januar 2023
4. ↑  Martina Koch: Gebürtigen Andernacher würdigen: Platz am Bollwerk könnte nach dem Kunsthistoriker Hans Belting benannt werden. In: Rhein-Zeitung. 22. Juni 2023, abgerufen am 9. Juli 2024.
5. ↑  Mitgliederverzeichnis: Hans Belting. Academia Europaea, abgerufen am 18. Juni 2017 (englisch).
6. ↑  Hans Belting. Fondazione Internazionale Premio Balzan, abgerufen am 16. September 2023.
7. ↑  Feierliche Eröffnung der Hans-Belting-Bibliothek (tschechisch).
8. ↑  Hans Belting Library - Current programme. Abgerufen am 8. Dezember 2023 (amerikanisches Englisch).
9. ↑  Siehe Schenkung Hans Belting auf biblhertz.it, abgerufen am 23. Juli 2025
10. ↑  Antje Allroggen: Zum Tod des Kunsthistorikers Hans Belting | Horst Bredekamp im Gespräch. Deutschlandfunk Kultur heute. Berichte, Meinungen, Rezensionen, 13. Januar 2023, abgerufen am 13. Januar 2023.
11. ↑  H. W. van Os: Rezension zu Das Bild und sein Publikum im Mittelalter. In: Simiolus. Netherlands Quarterly for the History of Art. Bd. 14, 1984, Nr. 3/4, S. 225–227 (JSTOR).
12. ↑  GAM – Global Art and the Museum | 2006 bis 2016 | ZKM. Abgerufen am 30. Mai 2021.
13. ↑  Hans Belting: Florenz und Bagdad. In: Perlentaucher. Das Kulturmagazin.

| Personendaten    | Personendaten                                        |
| ---------------- | ---------------------------------------------------- |
| NAME             | Belting, Hans                                        |
| KURZBESCHREIBUNG | deutscher Kunstwissenschaftler und Medientheoretiker |
| GEBURTSDATUM     | 7. Juli 1935                                         |
| GEBURTSORT       | Andernach, Deutschland                               |
| STERBEDATUM      | 10. Januar 2023                                      |
| STERBEORT        | Berlin                                               |